# 向井千秋
向井千秋（日语：向井 千秋，生名內藤千秋，1952年5月6日—），日本宇航员、外科醫生 。向井千秋出身於群馬縣館林市，慶應義塾女子高等學校、慶應義塾大學醫學系畢業。她是日本第一位女性宇航员，也是首位兩度登上太空的日本太空人。她在太空滯留時間總共為23天15小時（566小時）。
從1987年到1988年，向井千秋以日本宇宙航空研究開發機構太空人身分，擔任美國國家航空暨太空總署林顿·约翰逊太空中心太空生物醫學研究所的訪問學者。自1992年以來，向井千秋是德克薩斯州休斯敦貝勒醫學院外科研究講師。從1992年到1998年，她是慶應義塾大學醫學院外科部客座副教授，並在1999年晉升為大學客座教授。

## 生涯

### 早年
1952年，向井千秋出生在群馬縣邑樂郡館林町（現在的館林市），父親內藤當時經營皮包店，她也是內藤家的長女。向井千秋畢業於群馬縣館林北小學、館林市立一中，中學時想成為一位醫生。因此，她想要進入東京日比谷高等學校就讀，希望之後順利錄取醫學系。高中考試時，向井千秋錄取日比谷高等學校、雙葉高等學校與慶應義塾女子高等學校，最後她選擇就讀慶應義塾女子高等學校。
向井千秋在就讀慶應義塾女子高等學校時，以錄取醫學系當作努力的目標。高等學校畢業後，她順利成為慶應義塾大學學生，並加入滑雪社，並曾獲得體育獎項。1977年大學畢業後，向井千秋成為慶應義塾大學首位女外科醫生。她之後曾擔任靜岡縣清水總醫院普通外科（1978年）、神奈川縣濟生神奈川縣醫院急診外科（1979年）、栃木縣宇都宮濟生醫院心血管外科等職務（1982年）。
在1981年，向井千秋擔任因主動脈夾層住院的石原裕次郎的主治醫師。

### 太空任務

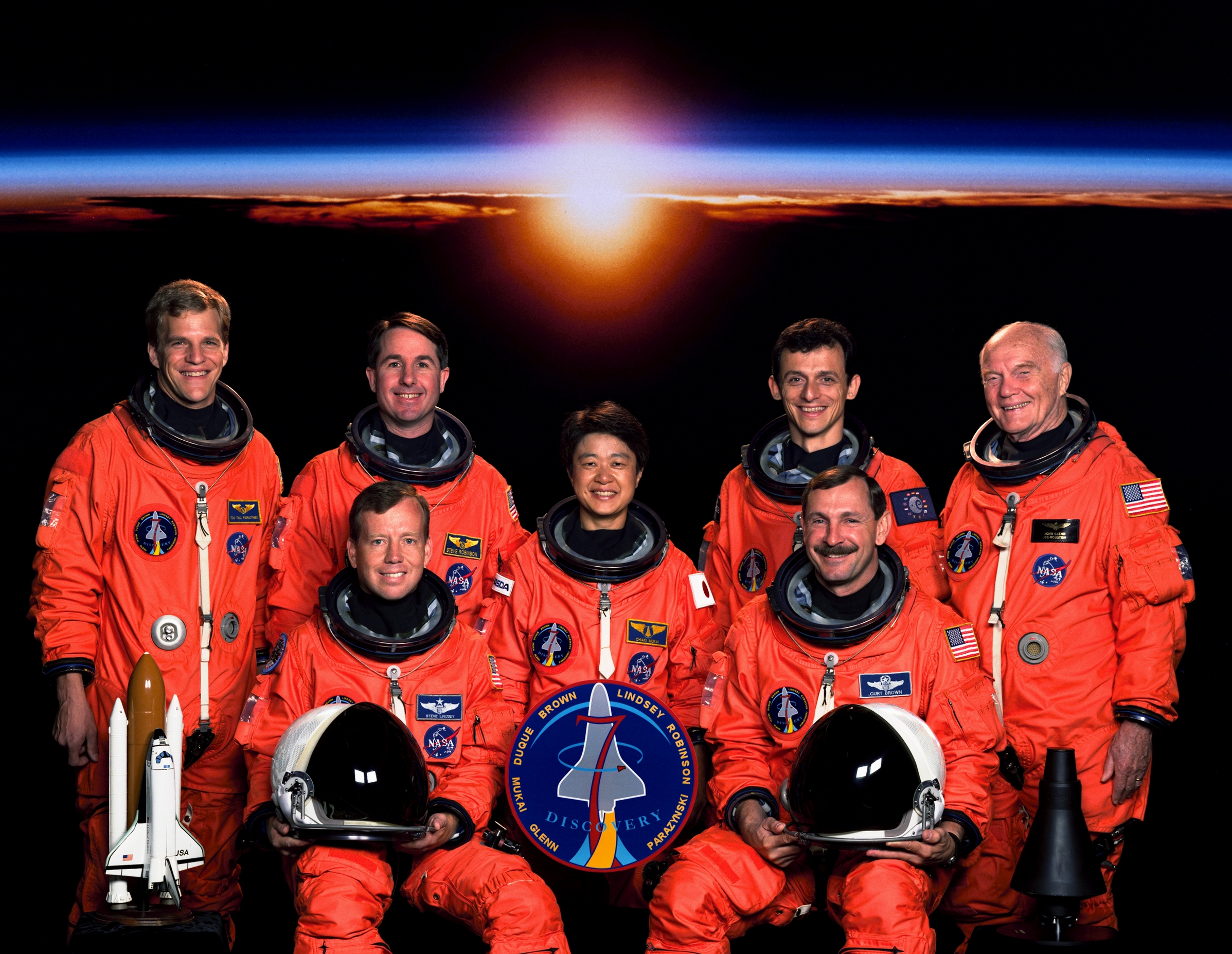
STS-95任務成員，照片中央女性為向井千秋（NASA提供）

1983年，向井千秋參加宇宙航空研究開發機構宇航員招聘。1985年8月10日，向井千秋與土井隆雄成功獲選為太空人，擔任搭乘科學技術人員，也是STS-47發射任務（太空實驗室）的有效載荷專家候選人之一。根據當時美國國家航空暨太空總署的政策，外國人無法接觸敏感的技術，擔任搭乘運用技術人員與操縦員。
1994年7月8日-23日，向井千秋參加哥倫比亞號太空梭STS-65任務，擔任有效載荷專家。她在太空中進行金魚太空適應症候群試驗。心血管系統、自主神經系統、骨骼和肌肉代謝的醫學實驗也是STS-65軌道飛行的任務之一。STS-65任務總共繞行地球236圈，飛行距離超過6,100,000英里，花費353小時55分鐘。向井千秋在太空滯留的時間為14天17小時55分鐘，成為當時女性太空人停留太空最長的紀錄，雖然這個紀錄被次年奮進號太空梭STS-67任務打破。
1998年10月29日-11月7日，向井千秋參加發現號太空梭STS-95任務（與第一個進入地球軌道的美國太空人约翰·格伦合作），進行第二次太空飛行任務。STS-95任務研究哈勃太空望遠鏡的軌道系統測試平台部署與太空飛行的老化過程。STS-95任務總共繞行地球134圈，飛行距離超過3,600,000萬公里，花費213小時44分鐘。她在飛行途中歌詠一首短歌的上半句，想要公開徵求下半句，成為當時的話題。根據宇宙航空研究開發機構資料，總共有145,000首短歌參加。
2004年，向井千秋擔任國際宇宙大學（International Space University）客座教授。2007年，她就任日本宇宙航空研究開發機構航天醫學生物學研究首席。
向井千秋是STS-107任務的副科學家，負責協調科學任務運作。

## 私生活
1986年，向井千秋與病理學家向井萬起男（慶應義塾大学副教授）結婚。
向井千秋愛好潛水、網球、高爾夫球、美國文學、旅遊、滑雪、高山滑雪、釣魚與攝影。

## 荣誉

### 外国勋章奖章
- 荣誉军团骑士勋章（法国，2015年2月3日于东京颁发[9]）

### 奖项
- 內閣總理大臣顯彰（日语：内閣総理大臣顕彰） - 1994年9月6日。授与内閣 : 村山富市内閣。
- 阿斯圖里亞斯親王獎 - 1999年國際合作奖
- 日本宇宙生物科學會（日语：日本宇宙生物科学会） - 1995年度功績獎

## 相關項目
2007年11月26日，日本富士電視台播出記述向井千秋的電視劇《女人一代記》，向井千秋則由菅野美穗飾演。

## 外部連結
- 向井千秋:JAXA宇航員 - 宇宙情報站 - JAXA（页面存档备份，存于）
- 向井千秋記念兒童科学館（页面存档备份，存于） - 群馬縣館林市